# Fram (håndbold)
Knattspyrnufélagið Fram er en håndboldklub i Reykjavík, Island, der har både herre- og damehold repræsenteret i de bedste islandske rækker Úrvalsdeild karla og Úrvalsdeild kvenna. Klubben blev stiftet i 1940 og reguleres af Islands håndboldforbund. Håndboldholdene er en del af sportsklubben Knattspyrnufélagið Fram.

## Meritter

### Herrerholdet
- Úrvalsdeild karla (11):
  - 1950, 1962, 1963, 1964, 1966, 1967, 1970, 1972, 2006, 2013, 2025
- Bikarkeppni karla í handknattleik: (2):
  - 2000,2025
- Liga Cup (1):
  - 2008

### Kvindeholdet
- Úrvalsdeild kvenna (22):
  - 1950, 1951, 1952, 1953, 1954, 1970, 1974, 1976, 1977, 1978, 1979, 1980, 1984, 1985, 1986, 1987, 1988, 1989, 1990, 2013, 2017, 2018
- Bikarkeppni kvenna í handknattleik: (15):
  - 1978, 1979, 1980, 1982, 1984, 1985, 1986, 1987, 1990, 1991, 1995, 1999, 2010, 2011, 2018
- Liga Cup (5):
  - 2010, 2013, 2015, 2016, 2017

## Kvindeholdet
Spillertruppen til og med 2019-20.
| Målvogtere - 05 Katrín Ósk Magnúsdóttir - 16 Heiðrún Dís Magnúsdóttir - 73 Hafdís Renötudóttir Fløjspillere RW - 03 Þórey Rósa Stefánsdóttir - 23 Lena Margrét Valdimarsdóttir LW - 15 Harpa María Friðgeirsdóttir - 17 Unnur Ómarsdóttir Stregspillere - 13 Erna Guðlaug Gunnarsdóttir - 50 Perla Ruth Albertsdóttir | Bagspillere - 07 Ragnheiður Ósk Ingvarsdóttir - 09 Ragnheiður Júlíusdóttir - 19 Elva Arnardóttir - 22 Jónína Hlín Hansdóttir CB - 08 Kristrún Steinþórsdóttir - 10 Karen Knútsdóttir - 21 Steinunn Björnsdóttir RB - 11 Svala Júlía Gunnarsdóttir - 20 Hildur Þorgeirsdóttir |

## Tidligere spiller og trænere
- Guðmundur Guðmundsson
- Arnar Freyr Arnarsson
- Viktor Gísli Hallgrímsson
- Karen Knútsdóttir
- Birna Berg Haraldsdóttir
- Ásta Birna Gunnarsdóttir
- Þórey Rósa Stefánsdóttir
- Hafdís Renötudóttir